# Аматенанго-де-ла-Фронтера (муниципалитет)
Аматенанго-де-ла-Фронтера (исп. Amatenango de la Frontera) — муниципалитет в Мексике, штат Чьяпас, с административным центром в одноимённом посёлке. Численность населения, по данным переписи 2020 года, составила 31 735 человек.

## Общие сведения
Название муниципалитета составное: Amatenango с языка науатль можно перевести как огороженная деревня, а Frontera с испанского — граница, пограничье.
Площадь муниципалитета равна 253,6 км², что составляет 0,3 % от площади штата, а наиболее высоко расположенное поселение Агуа-Эскондида, находится на высоте 2130 метров.
Он граничит с другими муниципалитетами Чьяпаса: на севере с Фронтера-Комалапой, на юге с Масапа-де-Мадеро, на юго-западе с Бехукаль-де-Окампо, на западе с Белья-Вистой, а на востоке проходит государственная граница с республикой Гватемала.

## Учреждение и состав
Муниципалитет был образован в 1926 году, по данным 2020 года в его состав входит 113 населённых пунктов, самые крупные из которых:
| Код INEGI                  | Населённый пункт | Численность населения (2005 год) | Численность населения (2010 год) | Численность населения (2020 год) |
| -------------------------- | --- | -------------------------------- | -------------------------------- | -------------------------------- |
| 006                        | Всего | 25346                            | 29547                            | 31735                            |
| 0038                       | Эль-Пакаяль (исп. El Pacayal) 15°35′53″ с. ш. 92°02′29″ з. д.                                                       | 2801                             | 3045                             | 3261                             |
| 0044                       | Потрерильо (исп. Potrerillo) 15°37′51″ с. ш. 92°01′13″ з. д.                                                        | 1754                             | 2062                             | 2559                             |
| 0034                       | Нуэво-Аматенанго (исп. Nuevo Amatenango) 15°30′32″ с. ш. 92°06′35″ з. д.                                            | 1530                             | 1594                             | 1536                             |
| 0014                       | Гуадалупе-Виктория (исп. Guadalupe Victoria) 15°36′26″ с. ш. 92°03′53″ з. д.                                        | 1448                             | 1541                             | 1534                             |
| 0050                       | Рио-Герреро (исп. Río Guerrero) 15°34′58″ с. ш. 92°09′28″ з. д.                                                     | 722                              | 939                              | 1025                             |
| 0055                       | Вейнте-де-Новьембре (исп. Veinte de Noviembre) 15°33′44″ с. ш. 92°04′39″ з. д.                                      | 822                              | 954                              | 952                              |
| 0039                       | Пакаялито (исп. Pacayalito) 15°35′47″ с. ш. 92°05′34″ з. д.                                                         | 595                              | 725                              | 821                              |
| 0001                       | Аматенанго-де-ла-Фронтера (исп. Amatenango de la Frontera) 15°26′06″ с. ш. 92°06′55″ з. д. (административный центр) | 697                              | 781                              | 773                              |
| —                          | Прочие | 14977                            | 17906                            | 19274                            |
| Названия на карте Генштаба | |                                  |                                  |                                  |

## Экономическая деятельность
По статистическим данным 2000 года, работоспособное население занято по секторам экономики в следующих пропорциях:
- сельское хозяйство и животноводство — 80,7 %;
- промышленность и строительство — 4,5 %;
- торговля, сферы услуг и туризма — 13,1 %;
- безработные — 1,7 %.

## Инфраструктура
По статистическим данным 2020 года, инфраструктура развита следующим образом:
- электрификация: 98,7 %;
- водоснабжение: 52,1 %;
- водоотведение: 96,2 %.

## Туризм
Основными достопримечательностями являются: курорт Ханицио, а также церковь Апостола Сантьяго, построенная в XIX веке.